# TOUCHABLE (石井竜也のアルバム)
『TOUCHABLE』（タッチャブル）は、2020年2月12日発売された石井竜也23枚目のスタジオ・アルバム。

## 解説
DIAMONDシリーズ3部作を見事に完成させ、60歳・還暦を迎えた石井の本作は「大人の色気」をテーマに、ジャズ、ファンク、ディスコなど様々なジャンルをコンパクトに詰め込んだ全10曲、約47分の作品。2019年開催のライブ・ツアー『NYLON CLUB ～006～』で先行披露された楽曲がほぼ網羅されている。編曲陣も、石井と携わったこれまでの顔触れが一堂に会している。尾崎紀世彦のカバーや石井のアルバムではほぼ恒例になったともいえるMICROとのコラボレーション楽曲が本作でも2曲収録されている。本作は石井のアルバムには珍しく初回盤と通常盤ジャケット写真が同じ。初回盤は2019年、東京国際フォーラムにて行われたライヴツアー『NYLON CLUB ～006～』ライヴ映像収録DVDが同梱。

## 収録曲
- 作詞・作曲：石井竜也（特記以外）
- 作曲・編曲：TATOO（3）・松ヶ下宏之（5）
- 作詞：石井竜也/MICRO（3.9）・阿久悠（10）
- 作曲：川口真（10）
- 編曲：TATOO（1.2）TATOO/かわ島崇文（4）・伊藤隆博（6.7.8.9）・光田健一（10）

### CD
1. SILENCE
2. secret eyes
3. 古代の戦士 feat.MICRO from HOME MADE 家族
4. 影の十字架
5. 幻影の真実
6. ONE NIGHT BRIDE
7. 愛の亡霊
8. SHOW ME
9. HAPPY SONG feat.MICRO from HOME MADE 家族
10. さよならをもう一度

### 初回限定盤DVD
（斜字の曲目は本作のCD収録曲）
1. THEME OF TOUCHABLE
2. SILENCE
3. Walking JOE
4. secret eyes
5. コ・ウ・カ・イ
6. 古代の戦士
7. フラストレーション[2]
8. 戦士の休息
9. TEARS TOWN
10. にがい涙
11. IMITATION GUY
12. 砂の中の宝石
13. 影の十字架
14. 射程距離
15. 君はランバダンバンバ
16. ONE NIGHT BRIDE
17. 愛の亡霊
18. ONE MORE
19. DANCE IN LOVE
20. 夢 DE 愛魔性
21. GOLDEN FISH & SILVER FOX
22. HI TENSION LOVE
23. SHOW ME
24. 壮絶夜舞酒家 (souzetu night club)
25. 浪漫飛行
26. さよならをもう一度